# Exorista coras
Exorista coras là một loài ruồi trong họ Tachinidae.